# Bodsjöbränna
Bodsjöbränna är en by utmed Skalstugevägen i Åre kommun, Jämtland.
Byn är belägen utmed norra sidan av Bodsjön. Närmsta by väster om Bodsjöbränna är Stalltjärnstugan, närmaste by i öster är Bodsjöedet.
Totalt antal invånare är ca 10 personer.